# بوني رايت
بوني رايت (بالإنجليزية: Bonnie Wright)‏ (ولدت في 17 فبراير 1991) ممثلة سينمائية إنجليزية قامت بدور جيني ويزلي في سلسلة أفلام هاري بوتر.

## سيرتها

### حياتها المبكرة
ولدت بوني رايت في لندن، والديها شيلا تيغ وغاري رايت هما مصمما حلى يديران شركتهما رايت وتيج. لبوني أخ أكبر سنا يدعى لويس
حضرت "المدرسة الابتدائية وستون السابقة"، وفي وقت لاحق الفريد الملك مدرسة في شمال لندن لتعليمها الثانوي أثناء تصوير هاري بوتر والأقداس المهلكة – الجزء 1 والجزء 2، بدأت حضور جامعة لندن للفنون: "كلية الاتصالات لندن"، دراسة كالسينما والتلفزيون مدير الإنتاج خطط لها لمواصلة التصرف والعمل وراء الكواليس بعد تصوير هاري بوتر. في 2012 تخرجت مع درجة البكالوريوس في آداب.

## أعمال
| السنة | النوع     | العمل                             | الدور                |
| ----- | --------- | --------------------------------- | -------------------- |
| --    | فيلم      | أريد زوجة                         | ليديا                |
| 2014  | فيلم      | الهائمون                          | زوي                  |
| 2014  | فيلم      | جغرافيا القلب                     | ميا                  |
| 2013  | مسرحية    | لحظات الصدق                       | البنت                |
| 2013  | فيلم      | قبل أن أنام                       | فويبي                |
| 2013  | فيلم      | الفلاسفة                          | جورجينا              |
| 2013  | فيلم      | لبحر                              | روز                  |
| 2012  | فيلم قصير | نأتي منفصلين،نذهب منفصلين         | سيناريو وإخراج       |
| 2011  | فيلم      | هاري بوتر ومقدسات الموت – الجزء 2 | جيني ويزلي           |
| 2010  | عرض       | هاري بوتر والرحلة الممنوعة        | جيني ويزلي           |
| 2010  | فيلم      | هاري بوتر ومقدسات الموت – الجزء 1 | جيني ويزلي           |
| 2009  | فيلم      | هاري بوتر والأمير الهجين          | جيني ويزلي           |
| 2007  | تلفزيون   | الإستبدال (حلقات تلفزيونية)       | فانيسا               |
| 2007  | فيلم      | هاري بوتر وجماعة العنقاء          | جيني ويزلي           |
| 2005  | فيلم      | هاري بوتر وكأس النار              | جيني ويزلي           |
| 2004  | تلفزيون   | أغاثا كريستي:الحياة في صور        | الصغيرة أغاثا كريستي |
| 2004  | فيلم      | هاري بوتر وسجين أزكابان           | جيني ويزلي           |
| 2002  | فيلم      | هاري بوتر وحجرة الأسرار           | جيني ويزلي           |
| 2002  | تلفزيون   | محصور                             | سارة روبنسون الصغيرة |
| 2001  | فيلم      | هاري بوتر وحجر الفيلسوف           | جيني ويزلي           |

| السنة | اللعبة                     | الدور      | ملحوظة  |
| ----- | -------------------------- | ---------- | ------- |
| 2007  | هاري بوتر وجماعة العنقاء   | جيني ويزلي | صوت فقط |
| 2009  | هاري بوتر والأمير الهجين   | جيني ويزلي | صوت فقط |
| 2010  | هاري بوتر ومقدسات الموت ج1 | جيني ويزلي | صوت فقط |

## روابط خارجية
- بوني رايت على موقع IMDb (الإنجليزية)
- بوني رايت على موقع روتن توميتوز (الإنجليزية)
- بوني رايت على موقع قاعدة بيانات الأفلام العربية
- بوني رايت على موقع ألو سيني (الفرنسية)
- بوني رايت على موقع أول موفي (الإنجليزية)
- بوني رايت على موقع قاعدة بيانات الأفلام السويدية (السويدية)
- بوني رايت على موقع إن إن دي بي (الإنجليزية)
- بوني رايت على موقع قاعدة بيانات الفيلم (الإنجليزية)
- بوني رايت على موقع كينوبويسك (الروسية)